# Uto-asteca
L’utoasteca és una família lingüística de llengües ameríndies de l'Amèrica del Nord parlades a la part central i meridional dels Estats Units, (Oregon, Idaho, Utah, Califòrnia, Nevada, Arizona), fins a Mèxic. L'estat de Utah rep el nom d'una tribu del grup, els ute. El nàhuatl clàssic, llengua dels asteques, també se la considera part del grup. La llengua dels zuni pueblo, però, actualment es considera aïllada i no pas utoasteca o penutià com han considerat altres.
Aproximadament té un milió i mig de parlants. Té el seu origen històric en algun lloc situat cap al sud-oest dels Estats Units o el nord-oest de Mèxic, i deu la seva gran difusió a importants migracions dels seus parlants cap a terres mesoamericanes. De fet la llengua principal de l'Imperi mexica, el més important d'Amèrica del Nord abans de l'arribada dels europeus, era el nàhuatl, una llengua utoasteca, motiu pel qual se li va donar originàriament aquest nom a aquesta família de llengües.
Encara que la denominació tradicional utoasteca ha estat criticada per diverses raons (la paraula "uto" ve de "iūt(ā)", nom de la nació ute, i hauria de pronunciar-se de manera que no es trastoqués; "asteca" és un nom equivocat per a la llengua nàhuatl), la qual cosa ha generat la proposta del nom iutonahua, que no obstant això no ha obtingut acceptació general.

## Protollengua i origen utoasteca
La llengua protoutoasteca és l'ancestre comú hipotètic de les llengües utoasteques. Algunes autoritats en la història del grup lingüístic han situat la terra d'origen del protoutoasteca a la regió fronterera entre Estats Units i Mèxic, és a dir, les zones de muntanya d'Arizona i Nou Mèxic i les zones adjacents dels estats mexicans de Sonora i Chihuahua, que correspon aproximadament al desert de Sonora i la part occidental de la desert de Chihuahua. La protollengua hauria estat parlada per recol·lectors mesolítics d'Aridoamèrica, fa uns 5.000 anys.
La pàtria dels idiomes numics s'ha situat al sud de Califòrnia, prop de la vall de la Mort, i la del grup utoasteca del sud s'ha col·locat a la costa de Sonora.
El 2001 Jane Hassler Hill publicà una proposta contrària de localització molt més al sud del territori del protoutoasteca basant-se en la reconstrucció de vocabulari relacionat amb el blat de moro en el protoutoasteca. Això faria que els suposats parlants de protoutoasteca cultivadors de blat de moro de Mesoamèrica fossin empesos gradualment cap al nord, i amb ells el cultiu de blat de moro, fa uns 4.500-3.000 anys: la difusió geogràfica dels parlants correspon a la ruptura de la unitat lingüística. Aquesta hipòtesi ha estat criticada i no ha estat acceptada per la majoria dels utoastecanistes. Un estudi del vocabulari relacionat amb l'agricultura, fet per Merrill (2012), trobà que el vocabulari agrícola només podia ser reconstruït per a l'utoasteca meridional, i arribà a la conclusió que la comunitat de parlants protoutoasteca no practicava l'agricultura, i només el van adoptar quan van entrar a Mesoamèrica des del Nord.

## Expansió de la família

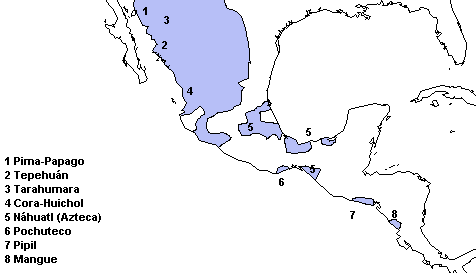
Expansió de les llengües utoasteques cap al sud

Convencionalment es considera que la família consta de dues divisions principals: la divisió uta situada al nord (Estats Units i frontera nord mexicana) i la divisió sonorenca o mexicana, situada més al sud (Mèxic i frontera sud nord-americana). El territori d'algunes poques llengües, de fet, cau als dos costats de la frontera mexicanoestatunidenca.
El focus d'expansió de la família va poder haver estat situat en algun punt proper a l'actual frontera entre Mèxic i Estats Units. S'ha estimat que el protoutoasteca o protollengua que va donar lloc a la família hauria existit cap al 2800 aC. Cap al 2000 aC la diferenciació dialectal havia de ser prou alta com per considerar que la varietat nord anomenada protouto era diferent de la varietat sud anomenada protosonorenca (tot i que podria argumentar-se que en realitat hi ha tres varietats: protouto, protopima i protosonorenc meridional, protollengua que donà lloc a la resta de subfamílies del sud). El protouto hauria existit cap al 1400 aC, el protopima hauria evolucionat com a branca més o menys distingida dins de la divisió sonorenca i trencaria la seva unitat cap al segle 1200 dC. El protocorachol podria situar-se per la mateixa època que el protonahuatl, cap al segle v, i el prototaracahita hauria començat a trencar la seva unitat una mica abans.
La història de les llengües més septentrionals és menys coneguda que les llengües del sud, moltes de les quals van quedar integrades en l'àrea lingüística mesoamericana i van adquirir alguns trets típics d'aquesta àrea per contacte perllongat amb parlants d'altres llengües de l'àrea. Se suposa que els grups nahua parlants del protonàhuatl van entrar a Mesoamèrica cap al 500 dC. Les fases de l'expansió dels pobles nahua és una mica més coneguda i pot ser contrastada en part amb evidències arqueològiques i fins i tot per al període més tardà amb els relats tradicionals de tolteques i asteques, més pròpiament anomenats mexica. Aquests pobles haurien entrat a la Vall de Mèxic cap al 800, i haurien format l'elit dominant en el Regne tolteca i més tard de l'Imperi asteca.

## Distribució geogràfica

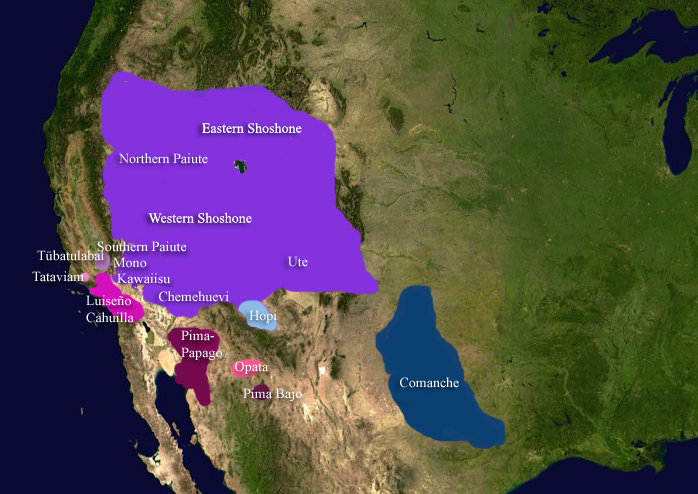
Distribució de les llengües utoasteques

Les llengües utoasteques són parlades a les cadenes muntanyoses d'Amèrica del Nord i les terres baixes adjacents de l'oest dels Estats Units (als estats d'Oregon, Idaho, Montana, Utah, Califòrnia, Nevada, Arizona) i de Mèxic (estats de Sonora, Chihuahua, Nayarit, Durango, Zacatecas, Jalisco, Michoacán, Guerrero, San Luis Potosí, Hidalgo, Puebla, Veracruz, estat de Morelos, estat de Mèxic, i el Districte Federal).

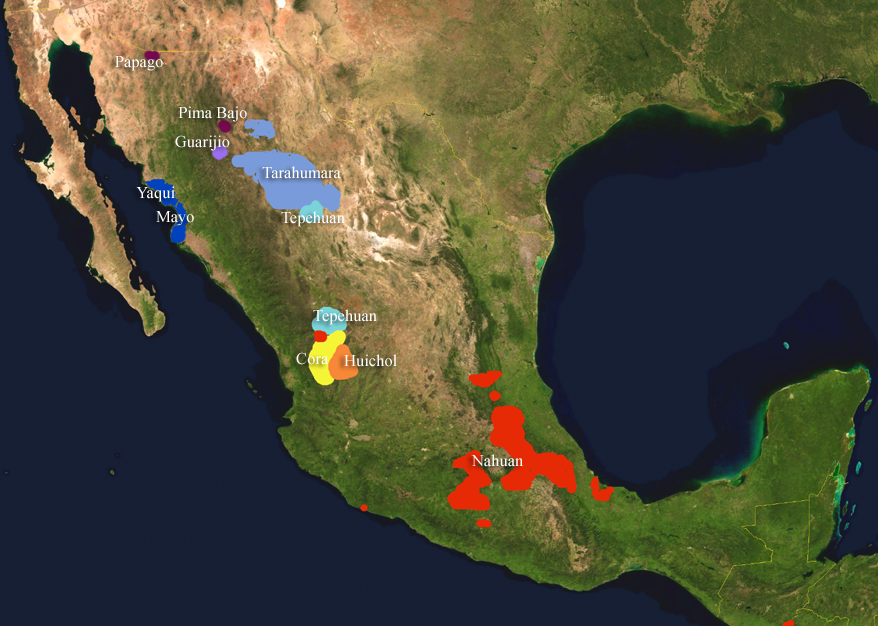
Ubicacions actuals de les llengües uto-asteques a Mèxic i Mesoamérica

## Classificació

### Història de la classificació
L'utoasteca ha estat acceptat pels lingüistes com a família lingüística des de començaments del segle xx, i n'han acceptat com a vàlida la divisió en sis grups: numic, takic, pimic, taracahitic, corachol, i asteca. Això deixa dues llengües desagrupades: tübatulabal i hopi (a vegades anomenades "aïllades en la família"). Pel que fa als grups de més alt nivell, el desacord ha persistit des del segle xix. En l'actualitat també hi ha desacord quant a on traçar les fronteres lingüístiques dins dels continu dialectal.
Les similituds entre les llengües utoasteques ja foren assenyalades el 1859 per J. C. E. Buschmann, que tanmateix va fallar a reconèixer l'afiliació genètica entre la branca asteca i la resta en comptes d'atribuir les similituds entre els dos grups difusos. Brinton afegí les llengües asteques a la família el 1891 i fou qui encunyà el terme utoasteca. Tanmateix, John Wesley Powell el rebutjà en la seva classificació de les llengües indígenes d'Amèrica del Nord (també publicada el 1891). Powell va reconèixer dues famílies lingüístiques: shoshonean (que comprenia takic, numic, hopi i tübatulabal) i sonoran (que comprenia pimic, taracahitan i corachol). A començaments del 1900 Alfred L. Kroeber omplí la imatge del grup shoshonean mentre que Edward Sapir provava la unitat entre astecan, sonoran, i shoshonean.
A partir del 2000 l'opinió més acceptada divideix la família en utoasteca septentrional i utoasteca meridional. El primer equival al shoshonean de Powell, mentre que el segon és tota la resta, és a dir, el sonoran de Powell més l'asteca. Però des de 1980, h'hi ha hagut dissidents. Rebutgen qualsevol node entre ambdós o amb el nord sol. Tot i que Kaufman reconeix similituds entre els corachol i els asteques, les justifica per la difucsió més que no pas per l'evolució genètica. La majoria dels estudiosos consideren la ruptura del protoutoasteca com un cas de la desintegració gradual d'un continu dialectal.

### Classificació interna
Hi ha constància de l'existència d'unes seixanta llengües utoasteques, de les quals sobreviuen actualment una mica més de vint.
Pel que fa a la classificació interna dins de la família utoasteca es distingeixen dues grans divisions, una de septentrional (grup uto o xoixonià) i una altra de meridional (grup sonorenc o mexicà). Algunes de les llengües meridionals es parlen a Mesoamèrica i nord de Mèxic, mentre que les llengües septentrionals es parlen als Estats Units. Aquesta família completa es compon de vuit grups, dels quals quatre conformen la divisió numic i altres quatre la divisió sonorenca. L'antiga divisió nahua o astecoide constitueix un subgrup de la divisió sonorenca.
Dessota hi ha la classificació més freqüent sintetitzada a partir de 1997: Mithun (1999), i Goddard (1999). Per a la majoria dels idiomes individuals i nodes proposats, es proporcionen enllaços a una bibliografia selecta de gramàtiques, diccionaris i investigacions lingüístiques. († = llengües extintes)

### Utoasteca septentrional
I. Hopi
1. Hopi: 5.000 parlants (1980); 5.260 (2000)
II. Tübatulabal
2. Tübatulabal: 6 (2000)
III. Tubar
3. Tubar (†)
IV. Numic (també plateau)
A. Numic central
4. Comanxe: 1.000 (1980); 200 (2000)
5. Xoixon: 2.000 (1980); 2.910 (2000)
6. Timbisha: 20 (1998)
B. Numic meridional
7. Kawaiisu: 5 (2005)
8. Ute
9. Paiute del Sud o paiute pròpiament dit: 2.000 (1980); 1.980 (2000)
C. Numic occidental
9. Mono: 3.000-4.000 parlants (1925); 39 (1994)
10. Paiute del Nord, que inclou els paviotso i els bannock: 1.000 (1980); 1.630 (1990)
V. Takic (també Califòrnia Meridional)
11. Tongva (també gabrieleño) (†)
12. Tataviam (†)
A. Cupan
13. Cahuilla: 14 (1994)
14. Cupeño (†)
15. Juaneño (†)
16. Luiseño: 35-39 (2000)
B. Serran
17. Kitanemuk (†)
18. Serrano: 1 (1994)

### Utoasteca meridional
VI. Aztecan (també nàhuatl)
19. Pochutec (†)
A. General aztec
20. Nàhuatl: 1.500.000 (2000)
21. Pipil: 30.000 actius i 45.000 passius (1937); 200-2.000 (1976); 20 (1987)
VII. Corachol
22. Huichol: 20.000 (1990)
A. Cora
23. Cora: 8.000 (1993)
24. Santa Teresa Cora: 7.000 (1993)
VIII. Taracahitic
A. Tarahumaran
25. Guarijío: 2.000-3.000 (1997); 2.840 (2005)
26. Tarahumara: 50.000 (1981); 122.000 (1997); 65.000 (1999)
Tarahumara baja: 39.800 (1996); 5.000-10.000 (1997)
Tarahumara central: 30.000-40.000 (1997); 55.000 (2000)
Tarahumara sureste: ?
Tarahumara norte: 300 (1994); 500 (1997)
Tarahumara sudoeste: 100 (1983); 100 (1997)
B. Sonoran
27. Ópata (també opata) (†)
A. Cáhita
28. Mayo: 40.000 (1995)
29. Yaqui: 14.620 (2000)
IX. Tepima (també pimic)
30. O'odham (també pima, pàpago): 8.000 (1980); 9.600 (2000)
31. Pima bajo (també Mountain Pima): 5.000 (1980); 1.000 (1989)
32. Tepehuan del Nord: 6.200 (2005)
33. Tepehuan del Sud, que pot ser sud-est: 10.600 (2005) o sud-oest: 8.700 (2005)

## Característiques comunes
Algunes característiques i tendències comunes d'aquestes llengües són:

### Fonologia
- En general hi ha distinció entre vocals llargues i breus.
- Tendència al fet que els constrasts de sonoritat no siguin rellevants, només en unes poques llengües com el guarijio el contrast és fonèmic.
- Tendència a estructures sil·làbiques simples, generalment la síl·laba més complicada possible en aquestes llengües és del tipus CVC.

Els sistemes fonològics de les diverses llengües difereixen però per al protoutoasteca s'ha reconstruït aquest sistema, respecte al qual la majoria de llengües no difereixen massa:
|           | bilabial | coronal | palatal | velar | labiovelar | glotal |
| --------- | -------- | ------- | ------- | ----- | ---------- | ------ |
| oclusiva  | *p       | *t      |         | *k    | *kʷ        | *ʔ     |
| africada  |          | *ʦ      |         |       |            |        |
| fricativa |          | *s      |         |       |            | *h     |
| nasal     | *m       | *n      |         | *ŋ    |            |        |
| vibrant   |          | *r      |         |       |            |        |
| semivocal |          |         | *j      |       | *w         |        |

- n i *ŋ poden haver donat *l i *n, respectivament.

Quant a les vocals, el protoutoasteca hauria tingut quatre vocals curtes i quatre vocals llargues:
|         | Anterior | Central | Posterior |
| ------- | -------- | ------- | --------- |
| Tancada | *i, *ī   | *i, *ī  | *u, *ū    |
| Oberta  |          | *a, *ā  |           |

Alguns autors prefereixen escriure /*o, *ō/ a /*u, *ū/, tot i que aquesta elecció és només una tria de l'al·lòfon principal dels fonemes.

### Morfologia
- Els noms en general manquen de cas morfològic, i tenen una morfologia flexiva molt senzilla. Un sufix nominal clarament reconstructible és la marca d'absolutiu -ta, que té significats gramaticals diferents en les llengües modernes, per la qual cosa és difícil reconstruir el seu significat originari.
- Quant al plural hi ha diversos patrons; en hopi, tarahumara, pàpago i eudeve és comuna la reduplicació de la primera síl·laba com a marca de plural, mentre que en nàhuatl és marginal i només es conserva en certes paraules. De vegades, a més de la reduplicació apareix algun sufix addicional per marcar pluralitat: en hopi, eudeve i sobretot nàhuatl també hi ha com a marques verbals i nominals el plural en -ti. També es documenta un sufix de plural * -em, en nàhuatl i hopi, que forma el plural d'alguns substantius. En nàhuatl clàssic -meh (<* -em-ti) i -*tin (<* -ti-em) com a marques de plural estan en distribució complementària: el primer apareix en arrels acabades en vocal i l'altre en arrels acabades en consonant. En hopi el repartiment entre -dt. (<* -em) i -t (<* -ti) no respon a cap regla regular (llevat perquè el primer és l'únic que marca el plural dels pronoms).
- No hi ha un gènere gramatical convencional, tot i que en general els ens animats presenten tractament diferent: en diverses d'aquestes llengües els inanimats no distingeixen entre formes de singular i plural.
- Els verbs, en canvi, tenen una àmplia varietat de prefixos i sufixos flexius, per marcar el subjecte, l'objecte, l'aspecte, el temps o el mode. A més de la veu passiva també hi ha en nombroses llengües veus obliqües formades per sufixos derivatius de tipus causatiu i benefactiu.
- El nom pot prendre sufixos i prefixos verbals per expressar predicacions intransitives. No hi ha verb copulatiu.
- Existència de reduplicació inicial per expressar acció reiterada en els verbs o pluralitat en els noms, tot i que l'amplitud de l'ús varia molt d'una llengua a una altra.
- La majoria de llengües tenen una morfologia derivativa fortament aglutinant.

### Sintaxi
- La majoria de les llengües utoasteques són llengües de nucli final i, per tant, solen tenir el verb al final. Això està relacionat amb dues propietats que poden veure's com a casos particulars:
  - Les adposicions solen ser posposades, és a dir, hi ha postposicions, no preposicions.
  - L'ordre bàsic del protoutoasteca sembla haver estat SOV, ordre que es conserva en les formes verbals amb *clítics de persona del nàhuatl, en hopi i en huichol.
- No és freqüent que hi hagi formes verbals especials, ni subordinació verbal, sinó més aviat verbs seriats.
- Moltes tenen un verb auxiliar en segona posició, com el paiute septentrional, mico, comanxe, xoixoni, paiute meridional, chemehuevi, kitanemuk, serrà, luiseño, cupeño i tubatulabal. Només el hopi i el tarahumara tenen verb al final sense auxiliar secundari.

## Lèxic comparat
Tot seguit es reprodueix una llista de cognats de llengües utoasteques pertanyents a diferents grups que permeten reconèixer els parentius més propers i l'evolució fonològica seguida per diverses llengües:
|            | proto-utoasteca | Hopi  | Nàhuatl    | Huichol | Comanxe   | pàpago  | Pima   | yaqui  | Mayo   | Raramuri | Warijío   |
| ---------- | --------------- | ----- | ---------- | ------- | --------- | ------- | ------ | ------ | ------ | -------- | --------- |
| 'ull'      | *pusi           | pūsi  | iš-        | hixie   | pui       | hehewo  | vuhi   | pūsim  | pūsi   | busí     | pusi      |
| 'orella'   | *naka           | naqvi | nakas-     | naka    | naki      | nahk    | naka   | nakam  | naka   | nalá     | nahka-    |
| 'nas'      | *yaka           | yaqa  | yaka-      |         |           | thahk   | daka   | yeka   | yeka   | aká      | yahka-    |
| 'boca'     | *tini           | moʔa  | tēn-       | teni    | tīpe      | chini   | teni   | tēni   | tēni   | riní     |           |
| 'dent'     | *tami           | tama  | tlam-      | tame    | tāma      | tahtami | tatami | tamim  | tami   | ramé     | tame-     |
| 'poll'     | *ʔati           |       | atem-      | ʔate    |           |         | aʔati  | ete    | ete    |          | ehte      |
| 'peix'     | *mutsi          |       | mich-      |         |           |         |        |        |        | musí     |           |
| 'ocell'    | *tsūtu          | tsiro | tōtol-     |         | tosapiti' |         |        |        |        | churugí  | chuʔruki  |
| 'lluna'    | *mītsa          | mūyau | mēts-      | metsa   | mïa       | mashath | masadi | mēcha  | mēcha  | micha    | mecha     |
| 'aigua'    | *pāʔ            | pāhu  | ā-         | ha      | pā        | waʔig   |        | bāʔam  | vāʔa   | bāʔwí    | paʔwi     |
| 'foc'      | *tahi           |       | tle-       | tai     |           |         | taʔi   | taji   | tahi   |          | naʔi      |
| 'cendra'   | *nasi           |       | neš-       | naxi    |           |         | mahta  | naposa | naposa | napisó   | nahpiso   |
| 'nom'      | *tekwa          |       | tōka-      |         |           |         | te'ega | team   | tewa   | riwá     | tewa      |
| 'dormir'   | *kotsi          |       | kochi-     | kutsi   |           | kohsig  | kosia  | koche  | kōche  | kochí    | kochi     |
| 'conèixer' | *māti           |       | mati       |         |           |         | mātia  |        |        | machí    | machi     |
| 'ver'      | *pita           |       | itta       |         |           |         |        | bicha  | bicha  |          |           |
| 'veure'    | *tiwa           | tiwa  |            |         |           |         | mātia  |        |        | ritiwá   | tewa      |
| 'donar'    | *maka           | maqa  | maka       |         |           |         | makia  | maka   | māka   |          |           |
| 'cremar'   | *taha           |       | tlala      | tai-    |           |         |        | taya   | taya   | rajá     | taha-     |
| 1a pers.   | *naʔa           | niʔ   | ni-/no-/na | ne      | ni        | ni      | āni/in | inepo  | inapo  | nijé     | nē-/ noʔo |
| 2a pers.   |                 | ʔim   | mo-        |         | en        |         | am     | empo   | empo   | mujé     | amo/ mū   |
| 'qui'      | *ʔakw           | hak   | ak-        |         | hakari    | hedai   | heri   | jabē   | have   |          | ābu       |
| 'un'       | *sɨm-           | sūkya | sem        | xewi    | sïmï      | hemako  | hemak  |        | sēun   |          |           |
| 'dos'      | *wō-            | lōyom | ōme        | huta    | waha      | gohk    | goka   | gōi    | wōyi   | okuá     | woka      |
| 'tres'     | *pahayu         | pāyom | ēyi        | haika   | pahi      | waik    |        |        | baih   | bikiyá   |           |
Pel que fa als numerals hi ha les següents formes reconstruïdes per a cadascun dels subgrups utoasteques principals;
| GLOSA | Uto-azteca septentrional | Uto-azteca septentrional | Uto-azteca septentrional | Uto-asteca meridional | Uto-asteca meridional | Uto-asteca meridional | Uto-asteca meridional | PROTO- UTOASTECA    |
| GLOSA | Hopi                     | PROTO- NUMIC             | PROTO- TAKIC             | PROTO- TEPIMANA       | PROTO- TARACAHITA     | PROTO- CORACHOL       | PROTO- NAHUA          | PROTO- UTOASTECA    |
| ----- | ------------------------ | ------------------------ | ------------------------ | --------------------- | --------------------- | --------------------- | --------------------- | ------------------- |
| '1'   | sūkyaʔ                   | *sɨmɨʔ-                  | *supuli                  | *hɨma-k               | *sen- *-pɨlai         | *semi                 | *səm                  | *sɨm-               |
| '2'   | lööyöm                   | *waha-yu                 | *wøhi                    | *gō-k                 | *wō-y(-ka)            | *wō-                  | *ō-me                 | *woho-~ *wō         |
| '3'   | pāyom                    | *paha(i)-yu              | *pāhai                   | *βai-k                | *βahi(-ka)            | *wai-ka               | *ēyi                  | *paha-yo            |
| '4'   | nālöyöm                  | *wa¢ikʷɨ-yu              | *wa¢i-                   | *mākoβa               | *nawoy(-ka)           | *na-woka              | *nāwo-yom             | *nā-woho-           |
| '5'   | tsivot                   | *manɨki-yu               | *mahat                   | *ma-                  | *maniki               | *ansami               | *mākʷīl               | *ma- 'mano'         |
| '6'   | navay                    | *nāpah(a)i-yu            | *pa-pāhay                |                       | *βusani               | *ata-semi             | *čikʷa-sē             | *nā-paha-yo (2 x 3) |
| '7'   | ¢aŋeʔ                    | *tā¢ɨwɨi-yu              |                          |                       |                       | *ata-wō-              | *čik-ō-me             | *5+2                |
| '8'   | nanalt                   | *wōsɨwɨ-yu               |                          |                       | *wosa-na-woy(-ka)     | *ata-wai-ka           | *čikʷ-ēyi             | *2 x 4 *5 + 3       |
| '9'   | pevt                     | *kʷanɨki-yu              |                          |                       |                       | *ata-na-wo-ka         | *čikʷ-nāwo-yom        |                     |
| '10'  | pakwt                    | *sɨmɨmano-yu             |                          |                       | *makoʔi               | *tamaamata            | *maʔ-tak-             |                     |
La major part de les transcripcions anteriors es basen en l'alfabet fonètic americanista.